# بوب ألين (لاعب كرة قاعدة أمريكي)
بوب ألين (بالإنجليزية: Bob Allen)‏ هو لاعب كرة قاعدة أمريكي، ولد في 2 يوليو 1914 في سميثفيل في الولايات المتحدة، وتوفي في 30 أكتوبر 2005 في تشيسابيك في الولايات المتحدة.